# 199763 Davidgregory
199763 Davidgregory este un asteroid din centura principală de asteroizi.

## Descriere
199763 Davidgregory este un asteroid din centura principală de asteroizi. A fost descoperit pe 1 mai 2006 la Mauna Kea de Paul Wiegert. Asteroidul prezintă o orbită caracterizată de o semiaxă mare de 3,15 ua, o excentricitate de 0,12 și o înclinație de 0,6° în raport cu ecliptica.